# Trent Taylor
Trent Nelson Taylor (* 30. April 1994 in Cookeville, Tennessee, Vereinigte Staaten) ist ein American-Football-Spieler auf der Position des Wide Receivers. Er spielt für die San Francisco 49ers in der National Football League (NFL). Zuvor stand Taylor bereits von 2017 bis 2020 bei den San Francisco 49ers sowie anschließend bei den Cincinnati Bengals und den Chicago Bears unter Vertrag. Er spielte College Football an der Louisiana Tech University.

## Frühe Jahre
Taylor besuchte die Evangel Christian Academy in Shreveport, Louisiana. In seinem ersten Jahr fing er 65 Bälle für 1.075 Yards und 18 Touchdowns. In seinem letzten Jahr kam er auf 107 Receptions für 1.650 Yards und 20 Touchdowns. Danach begann er, College Football an der Louisiana Tech University zu spielen.

## College
Taylor besuchte von 2013 bis 2016 die Louisiana Tech University. Während seiner gesamten Karriere am College kam Trent Taylor auf 327 Receptions für 4.179 Yards und 32 Touchdowns, wobei die 327 Receptions Universitätsrekord sind. In seinem letzten Spiel wurde Taylor zum MVP des Armed Forces Bowl 2016 gewählt, nachdem er auf 12 Receptions für 233 Yards und 2 Touchdowns kam.
|                |                |        | Receiving | Receiving | Receiving |
| Jahr           | Team           | Spiele | Rec       | Yards     | TDs       |
| -------------- | -------------- | ------ | --------- | --------- | --------- |
| 2013           | Louisiana Tech | 10     | 28        | 260       | 2         |
| 2014           | Louisiana Tech | 14     | 64        | 834       | 9         |
| 2015           | Louisiana Tech | 13     | 99        | 1.282     | 9         |
| 2016           | Louisiana Tech | 14     | 136       | 1.803     | 12        |
| College Gesamt | College Gesamt | 51     | 327       | 4.179     | 32        |

Quelle:

## NFL
2017 wurde Taylor von den San Francisco 49ers in der fünften Runde als 177. Pick im NFL Draft ausgewählt. Seine erfolgreichste Saison in San Francisco hatte er mit 43 gefangenen Pässen für 430 Yards und zwei Touchdowns als Rookie. Die Saison 2019 verpasste Taylor wegen einer Fußverletzung vollständig. Im Mai 2021 nahmen die Cincinnati Bengals ihn unter Vertrag. Am 31. August 2021 entließen die Bengals Taylor im Rahmen der Kaderverkleinerung auf 53 Spieler, anschließend nahmen sie ihn in den Practice Squad auf. Taylor wurde für  die letzten vier Spiele der Regular Season und vier Play-off-Spiele, darunter der Super Bowl LVI, den die Bengals mit 20:23 gegen die Los Angeles Rams verloren, in den aktiven Kader berufen. Dabei wurde er vorwiegend als Return Specialist eingesetzt. Am 22. Februar 2022 unterschrieb Taylor für die Saison 2022 erneut in Cincinnati.
Kurz vor Beginn der Regular Season wurde Taylor von den Bengals Ende August im Rahmen der Kaderverkleinerung auf 53 Spieler entlassen. Daraufhin nahmen die Chicago Bears ihn unter Vertrag.
Im April 2024 kehrte Taylor zu den San Francisco 49ers zurück und unterschrieb dort einen Einjahresvertrag. Er wurde vor Beginn der Regular Season entlassen und anschließend in den Practice Squad aufgenommen.